# Königsblau
Königsblau (franz. Bleu roi, bleu de roy oder bleu royal) bezeichnet jede tiefblaue Farbe, besonders ein ins Rot gehendes Blau, auch gewisse Tönungen von Kobaltblau (Smalte), Berliner Blau (auch Preußischblau, Pariser Blau) oder sogar Indigo.

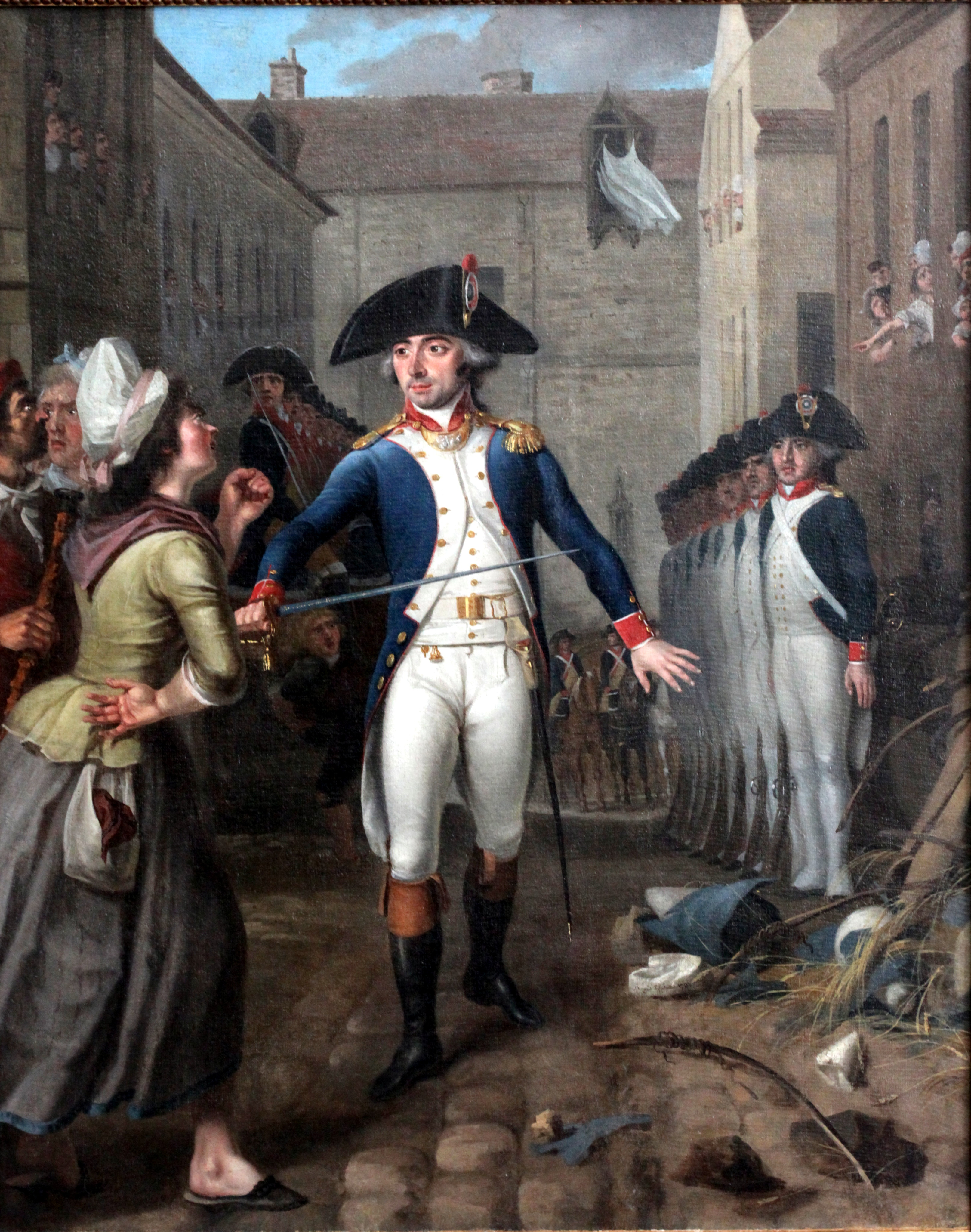
Französischer Gardist in Königsblau

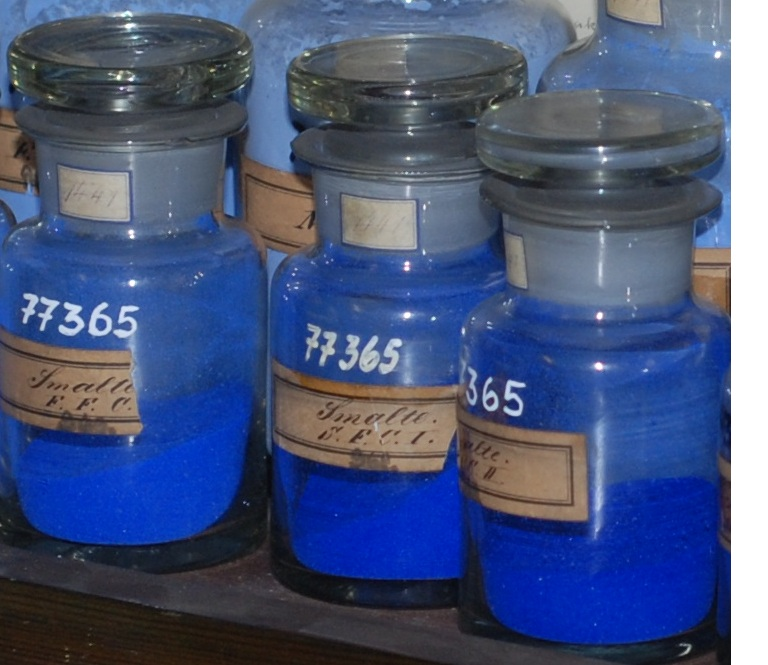
Historische Farbstoffsammlung der TU Dresden. Kobaltreiche Smalte wird als Königsblau, die dunkelste Smalte als Azurblau bezeichnet.

Die Bezeichnung rührt von den blauen Uniformen und Livreen her, welche die Leibgardisten und Hofbeamten der französischen Könige seit Ludwig XIV. trugen.
Die Stofffärber behandelten ihre Stoffe erst mit Orseille (zur Purpurfärbung) oder Cochenille (Karmin) und gaben sie dann in den Blaufärbebottich. Maler nahmen für diesen Farbton eine Mischung aus Blau und Scharlachrot. Als Aufglasurfarbe wurde der Farbton vor 1757 von der Manufacture royale de porcelaine de Sèvres entwickelt.
Als Royal blue entstand in England für Königin Charlotte, die aus Mecklenburg stammende Sophie Charlotte von Mecklenburg-Strelitz, ein dunkler Farbton auf Blaubasis, zu dem es auch einen hellen Ton gibt:
- Royal blue ( dunkel) ( hell)

Als Pigment wird für Königsblau u. a. die rotstichige α-Form von Kupferphthalocyanin (Colour-Index: Pigment Blue 15:2, C.I. 74160) verwendet:
- C.I. 74160 ( Pigment Blue 15)

Königsblau wird durch unterschiedliche RAL-Farben angenähert:
- RAL 5002 ( Ultramarinblau)
- RAL 5003 ( Saphirblau)
- RAL 5010 ( Enzianblau)